# Empereur de jade
Pour les articles homonymes, voir Huang.
Yu-Huang ou Yuhuang Dadi 玉皇 ou 玉皇大帝 est le dieu chinois d'origine taoïste qui régit les autres dieux, lié au Ciel et à la souveraineté. Il assure en fait cette fonction en concurrence avec Tiangong, le Seigneur du ciel, divinité beaucoup plus ancienne qu'il tend à absorber ; Tiangong devient alors une de ses appellations. Comme tous les dieux importants, il possède d'autres noms moins courants, titres donnés par le clergé taoïste ou l'administration impériale.

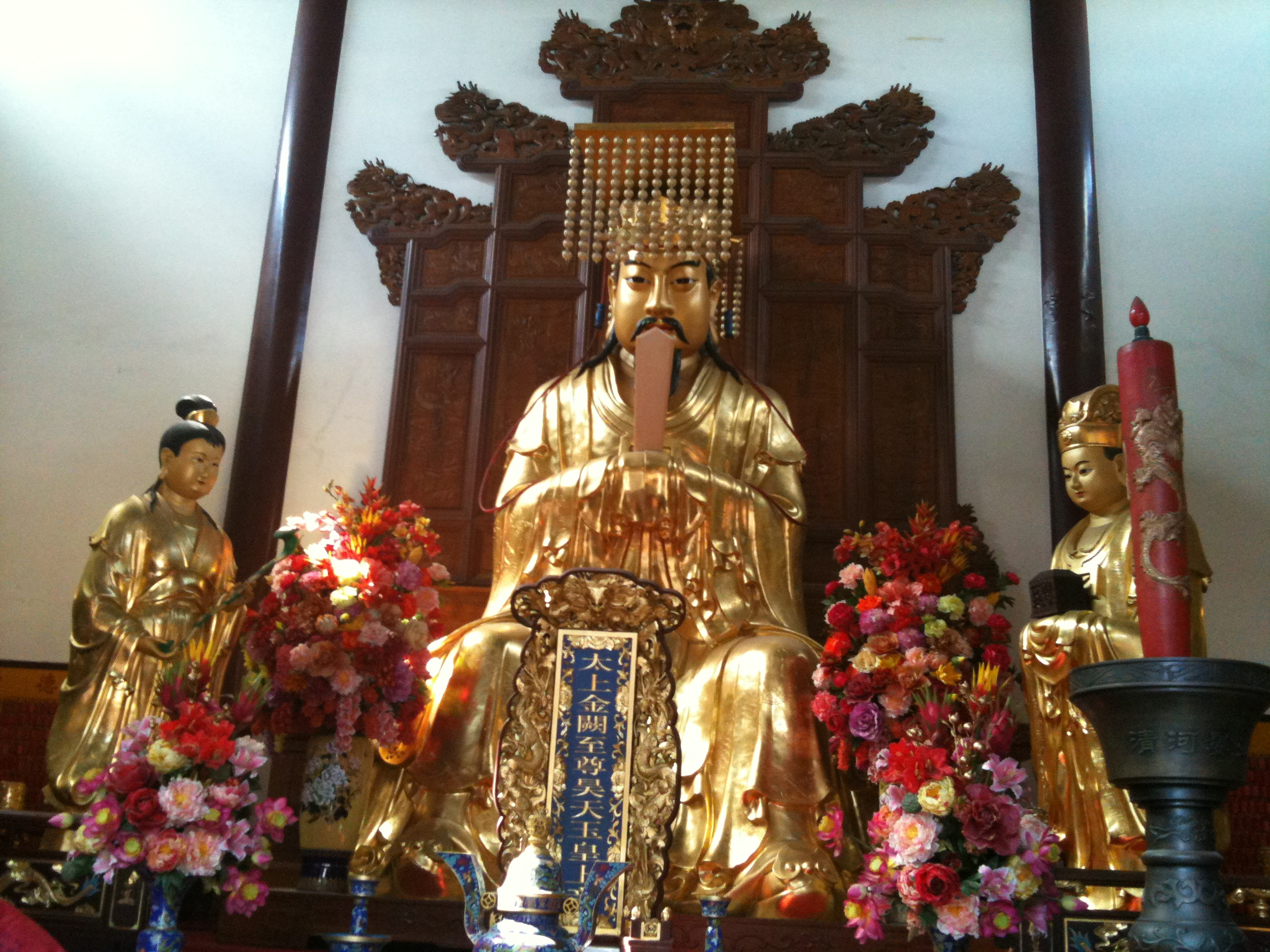
L'Empereur de Jade au Temple du nuage blanc de Shanghai.

Il est souvent confondu avec le Vénérable Céleste de l'Origine Première (元始天尊 Yuanshi Tianzun), la divinité suprême de la triade taoïste, mais il est couramment admis qu'il est une divinité indépendante de ce dernier, car les hommes lui préfèrent l'Empereur de Jade : dans les pagodes, nous trouvons le plus souvent (元始天尊 Yuanshi Tianzun) comme première personne de la triade taoïste, mais en pratique, c'est presque toujours à l'Empereur de Jade (玉皇 Yuhuang) que l'on attribue le gouvernement du Ciel.
(元始天尊 Yuanshi Tianzun) serait le premier à avoir régné au Ciel, mais il a depuis longtemps cédé sa charge à son disciple, le Vénérable Céleste Auguste de Jade (玉皇天尊 Yuhuang Tianzun), qui cédera son trône à son tour plus tard à son disciple, le Vénérable Céleste de l'Aurore de Jade de la Porte d'Or (金闕玉晨天尊 Jinque Yuchen Tianzun).

## Attributs
Il porte plusieurs noms : Empereur de Jade de la Hauteur Suprême du Ciel (玉皇上帝 Yuhuang Shangdi), Divinité Suprême Empereur de Jade (玉皇大帝 Yuhuang Dadi), Vénérable Céleste Auguste de Jade (玉皇天尊 Yuhuang Tianzun), Empereur du Ciel (天皇 Tianhuang), Empereur de Jade ((玉皇 Yuhuang) et Dieu de Jade ((玉帝 Yudi). L'Empereur de jade est comme l'Empereur de Chine, enfermé dans son palais, inaccessible, ne s'occupant que de sa cour et de ses hauts fonctionnaires. Il régentait la bureaucratie céleste, mais seuls les fonctionnaires divins avaient affaire à lui ; il était dans une position trop haute pour avoir à s'occuper de simples humains. Ceux-ci le lui rendaient bien : rares étaient les autels en son honneur ou les statues le représentant. Dans la réalité religieuse, il avait paradoxalement une importance assez faible puisque ce n'était jamais à lui directement que les hommes s'adressaient pour résoudre leurs problèmes, pas plus qu'ils ne se sentaient concernés par ce qui se passait dans l'enceinte du palais, dans la capitale. Il est représenté sous les traits d'un empereur assis sur son trône, avec une coiffe d'où pendaient des rangées de perles lui cachant le visage et tenant un sceptre à deux mains. 

## Déité taoïste
L'Empereur de jade apparaît après la dynastie Han dans les panthéons taoïstes qui résument les  spéculations philosophiques et mystiques des différentes écoles. Sa position n'a pas toujours été prééminente. Ainsi, l'alchimiste des Ve et VIe siècles Tao Hongjing le mentionne comme le neuvième, voire le dixième dans la hiérarchie des déités. Plus tard, il devient l'une des Quatre Majestésdirectement placées sous les trois principes suprêmes appelés Trois Purs. Yuhuang représente le ciel et régit les dieux, Ziwei représente les étoiles et régit le calendrier et le climat, Gouchen est l'axe du ciel et régit les évènements humains, Houtu représente la terre et régit les morts et naissances ainsi que le paysage, entité vivante. Sous les Song, il se place juste après les Trois Purs et supervise les Quatre Majestés. Il est considéré comme le plein né du vide des Trois Purs, l'action engendrée par leur inaction absolue. 
Sa légende, remplie comme tous les mythes taoïstes de noms à valeur symbolique, en fait le prince du Pays de l’auguste lumière et de l’extrême félicité situé dans le Monde des cieux. Après plusieurs années sans héritier, le roi Ch'ing-te ou Pure vertu et la reine Pao Yueh-kuang ou Lumière lunaire-joyau demandèrent l'aide rituelle de maîtres taoistes. Peu après, la reine vit en rêve Laozi portant un enfant rouge. Un an après, Yuhuang naissait alors qu’une grande lumière envahissait la chambre. Jeune prince, il fit preuve de générosité en distribuant l'argent du trésor royal aux pauvres, puis à la mort de son père se retira pour vivre en ermite, abandonnant l'administration du royaume aux ministres. Après 3200 kalpas d'ascèse il devint l’immortel Éveil naturel, après 100 millions de plus, il devint dieu sous le nom d’Empereur de jade. (la durée exacte, toujours immense, varie)[réf. nécessaire].
Beaucoup de divinités taoïstes, trop abstraites, n'ont pas été adoptées par l'ensemble des pratiquants de la religion chinoise, mais l'Empereur de jade jouit d'une grande popularité. Il constitue en effet une doublure idéale pour le Seigneur du ciel, dont le culte est ancien et bien ancré mais la personnalité mal définie, et bénéficie de l'influence du taoïsme sur la littérature fantastique et légendaire.

## Divinité impériale et populaire

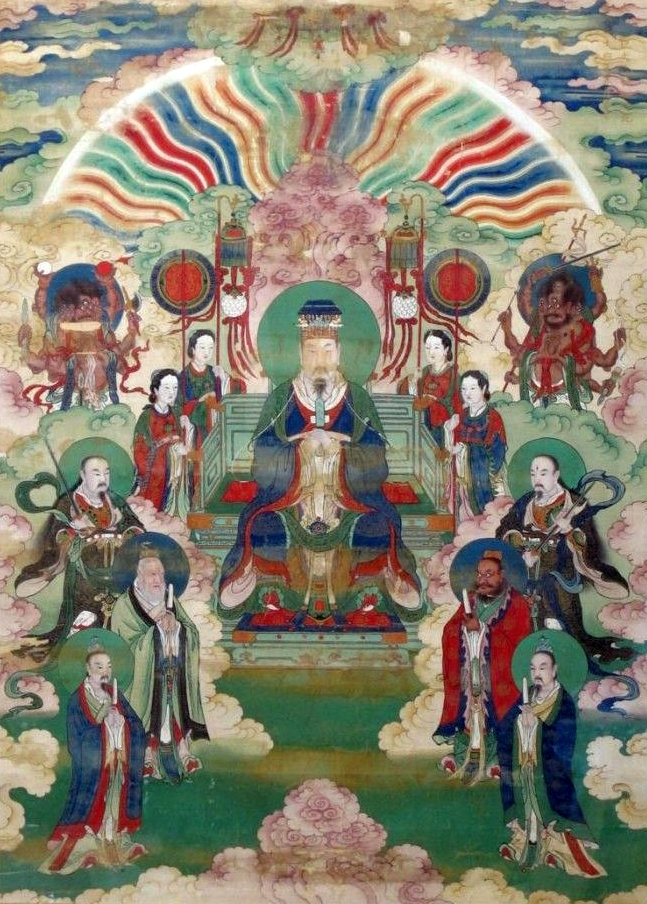
Peinture chinoise représentant des portraits de l’Empereur de Jade et des Rois célestes. Encre et couleur sur soie.

En tant que dieu suprême et maître du palais céleste, il fut choisi comme divinité tutélaire de la famille impériale à partir du IXe siècle. 
Dans la religion populaire, vêtu en empereur, il prend naturellement place à la tête de la bureaucratie céleste, toujours en concurrence avec le Seigneur du ciel. Il peut remplacer ce dernier (ou sa femme) dans les légendes anciennes telles que celle du bouvier et de la tisserande ; dans les légendes plus récentes, celle des animaux de l'horoscope chinois par exemple, le Seigneur du ciel, l'Empereur de jade et le Bouddha Gautama se remplacent mutuellement au gré du conteur dans le rôle du dieu principal.
Les exorcismes étant une spécialité taoïste, Yuhuangdadi est l'exorciste suprême.
Comme toutes les divinités chinoises, il a également une identité terrestre sous le nom de Zhang Jian,  peut-être inspirée des célèbres fondateurs d'écoles taoistes de l'époque Han, Zhang Daoling et Zhang Jiao. Son anniversaire est célébré le 9 du premier mois lunaire, date à laquelle on fête le Seigneur du ciel. Dans certaines régions, on prétend qu'il descend sur terre faire une tournée d'inspection le 25 du 12e mois lunaire, vers la fin de l'année chinoise.
Effet de la rivalité entre taoïstes et bouddhistes, ces derniers ont parfois tenté de le récupérer en l'identifiant au dieu hindou Indra.

## Culte au Ciel
Les cérémonies en l’honneur du Seigneur du Ciel débutent traditionnellement par un culte domestique et des pétards dès le début du neuvième jour, c’est-à-dire à partir de onze heures du soir selon le décompte traditionnel des heures. Les fidèles se sont préparés en s’abstenant de viande pendant toute la journée du huitième jour et en prenant un bain. Ce soir-là, le dieu penchera son regard sur la maison, les alentours sont donc soigneusement rangés ; autrefois les sous-vêtements féminins séchant à l’extérieur étaient ramassés. Deux tables d’offrandes ont été préparées : une table supérieure sans viande car le dieu est supposé être végétarien, une table basse portant les offrandes carnées habituelles pour ses acolytes. Les membres de la maisonnée offrent chacun à son tour, en ordre hiérarchique, un bâtonnet d’encens et s’inclinent. Comme à la fin de chaque cérémonie aux dieux, du papier-monnaie est brûlé. Celui qu’on utilise pour le Seigneur du Ciel, beaucoup plus grand que les autres, est aussi appelé dashoujin, argent de longévité. On dit que si le temps est clément ce jour-là l’année sera paisible. Une cérémonie au seigneur du Ciel peut également avoir lieu le premier jour de l’année, le 25 du douzième mois, ou lors des évènements familiaux importants tels que les mariages.

## Origines
Le terme « Empereur de jade » (玉帝 Yudi) ne sera employé qu'à partir de la Dynastie Tang (唐朝) , c'est-à-dire au VIIe siècle, mais sous ce nom il s'agit toujours de la divinité suprême. Le mot "jade" fut ajouté, car il invoquait le côté pur et éternel de cette pierre très précieuse en Chine dont les vertus devinrent celles de cette divinité. Les taoïstes pensaient qu'en absorber pouvait conférer l'immortalité. C'est sous la Dynastie Song (宋朝) que naquit l'idée d'un tel empereur, sous le règne de Huizong (徽宗) : le monarque renforça son culte en lui ajoutant un titre très long et suprêmement honorifique (玉皇上帝 Yuhuang Shangdi)  Empereur de Jade de la Hauteur Suprême du Ciel. Les taoïstes, quant à eux, afin d'accroître leur influence, l'incorporèrent dans leurs croyances en le plaçant juste après les Trois Purs (三清 Sanqing)et, afin de concurrencer le bouddhisme, lui inventèrent une origine divine capable de rivaliser avec le Bouddha, puisqu'en fait, elle en était la copie.
1°) Dans le royaume de Joie Merveilleuse (妙樂 Miaole), la reine, Joyau Lunaire (寶月 Baoyue) vit en songe, Le Très Haut Prince Patriarche Taishang Laojun, le deuxième des Trois Purs qui tenait dans ses bras un bébé dont émanait une lumière rouge. La divinité lui remit l'enfant et à son réveil, la reine se trouva enceinte. Le 9e jour du 1er mois, lui naquit un fils, et ce jour-là, une lumière recouvrit tout le royaume. À la mort de son père, Nette Vertu (净德 Jingde), le jeune prince monta un temps sur le trône, mais très vite en céda la charge à son ministre, préférant se faire ascète et cultiver le Tao en se vouant à la protection des êtres vivants. Il passa ainsi 800 kalpa (1 kalpa= 311 040 000 000 000 ans soient 248 832 000 000 000 000 années) sur une montagne, à pratiquer la méditation et à soigner les malades avec des plantes, puis pendant ce même laps de temps, il prêcha la doctrine et enseigna le bouddhisme mahâyâna à celui qui devait devenir le Bouddha. Il abandonna alors son corps de chair et après avoir encore cultivé le Tao pendant 3 000 autres kalpas (soient 933 120 000 000 000 000 années), il finit par occuper ce poste d'Empereur du Ciel (天皇 Tianhuang). Il mit donc 3 800 kalpas (1 181 952 000 000 000 000 ans) avant de devenir Dieu Suprême des Cieux[réf. à confirmer].
2°) Un homme fut lui aussi appelé à cette charge. Après une période de paix, quatre divinités, celles du Vent, de la Pluie, du Tonnerre et des Éclairs se disputèrent la place du trône du ciel en comparant leurs exploits respectifs, mais leurs querelles provoquèrent troubles et famines sur la terre. Taishang Laojun tenta de les réconcilier et l'Esprit de Vénus, L'Astre Très Blanc (太白星 Taibaixing) fut envoyé sur terre afin de choisir parmi les humains quelqu'un de très haute vertu pour occuper le trône du ciel. Il finit par le découvrir en la personne d'un chef de village nommé Zhang Youren.

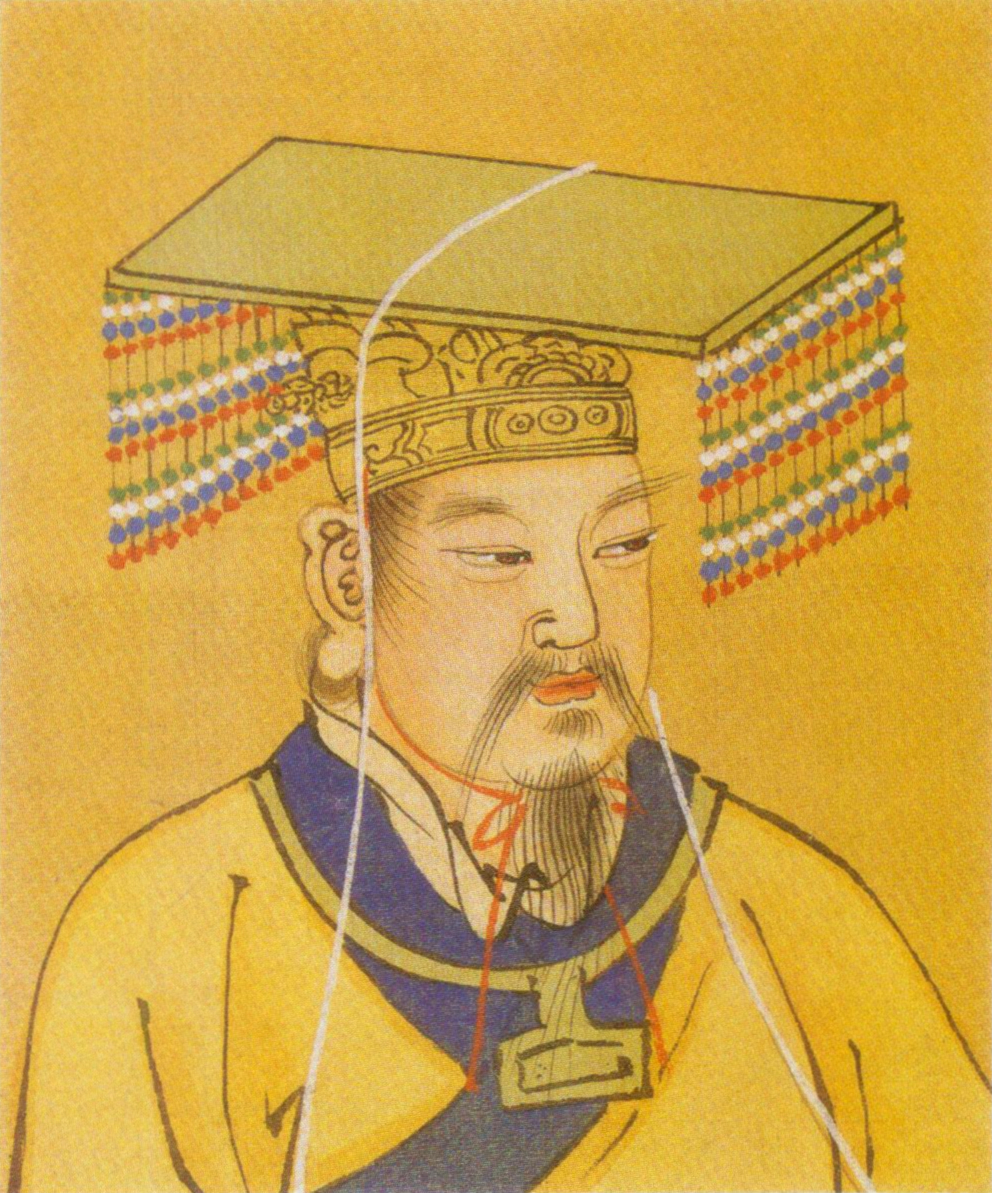
Huángdì, l'empereur jaune.

3°) L'Empereur Jaune (黃帝, huángdì) aurait été lui aussi l'Empereur de Jade et même le premier d'entre tous. Ce héros aurait apporté à l'humanité, les inventions du char, du bateau, du miroir, de la construction des maisons, des ustensiles pour faire cuire les aliments, de l'arbalète, du jeu de ballon, de l'écriture, de la musique, du calcul par 60 à l'aide des troncs célestes et la science médicale. 
4°) L'Empereur de la dynastie Shang (商朝), « Tête d'Oiseau » (帝俊, dìjùn, « joli empereur ») devint Empereur du Ciel, succédant à Huangdi ; c'était un Phénix avec une tête d'oiseau sur un corps d'orang-outan.
5°) Le Général Guan Yu (關羽) serait l'actuel Empereur de Jade, après 18 générations, il aurait succédé à Zhang Youren que l'on a vu plus-haut.
6°) L'Esprit de l’Étoile Ziwei (紫微) serait l'Empereur de Jade de la deuxième génération.

## Dans le Xiyouji
Dans son roman du XVIe siècle, l'auteur, Wu Cheng'en ne nomme pas explicitement la génération de son Empereur de Jade, mais l'on apprend de la bouche même du Bouddha qu'il est passé par 1 750 kalpas avant d'occuper le trône. L'auteur estime qu'un kalpa est égal à 129 000 ans (soient 225 750 000 ans). L'auteur se plaît à faire de son Empereur un personnage un peu hautain, loin des affaires de ce monde, incapable de deviner les choses et dépendant de ses ministres pour l'informer, n'hésitant pas à se moquer de lui. 

## Postérité
- Un cratère de Rhéa photographié par Voyager 2 a reçu le nom du dieu.
- À la télévision, la série télévisée américaine Stargate SG-1 lui rend hommage en donnant son nom à un seigneur Goa'uld — introduit dans l'épisode 3 Diplomatie de la saison 3 — qui est décrit comme étant le plus positif et le plus favorable aux humains selon les standard Goa'uld.